# Bílá louka

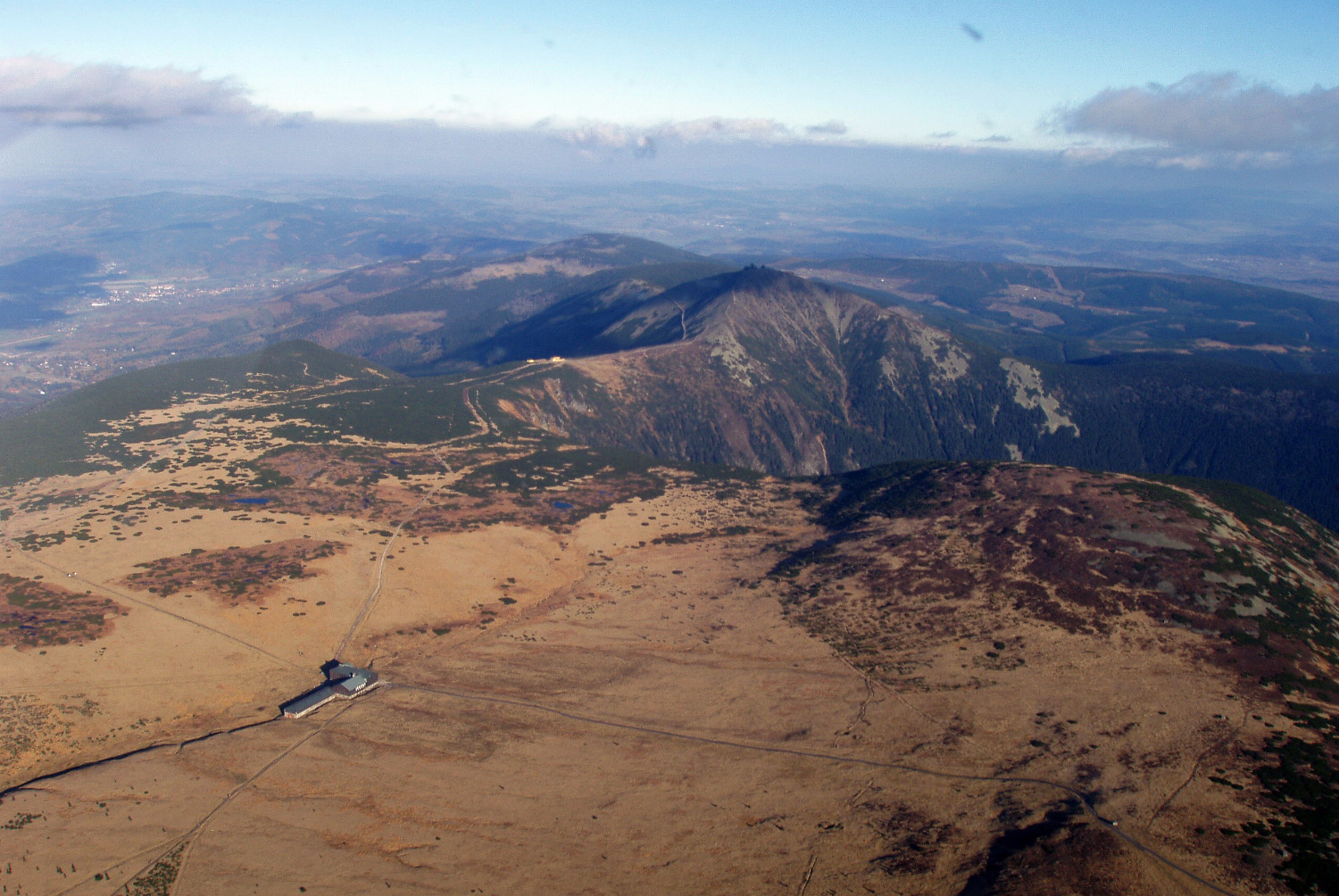
Bílá louka, w tle Śnieżka

Bílá louka (niem. Weiße Wiese) – równina wierzchowinowa w Sudetach Zachodnich w czeskiej części pasma Karkonoszy.

## Położenie
Równina położona jest na czeskiej stronie Karkonoszy, na południe od Równi pod Śnieżką i granicy państwowej z Polską, między Śląskim Grzbietem na północy a Luční hora i Studniční hora na południu.

## Charakterystyka
Jest to rozległa równina w szczytowej partii Karkonoszy, rozciągająca się na obszarze czeskiego Karkonoskiego Parku Narodowego (Krkonošský národní park (KRNAP)), którą w  większości zajmuje wysokogórska łąka w części porośnięta górskimi trawami: bliźniczką psią trawką i kocanką oraz kosodrzewiną. W centrum równiny znajduje się schronisko Luční bouda. W kierunku wschodnim łąka przechodzi w Upskie torfowisko, gdzie znajduje się obszar źródliskowy Białej Łaby. Na północnej stronie Bílá louka oddzielona jest od Równi pod Śnieżką granicą państwową z Polską.

## Turystyka
Na Białej Łące krzyżują drogi i szlaki turystyczne:
  – niebieski, prowadzący z Przełęczy pod Śnieżką do Doliny Białej Łaby (Údolí Bílého Labe) i dalej
  – czerwony, prowadzący z Vrchlabí do Szpindlerowego Młynu (Špindlerův Mlýn)
  – żółty, prowadzący ze schroniska do byłego turystycznego przejścia granicznego.
Na obszarze łąki położone było turystyczne przejście graniczne Luční bouda – Równia pod Śnieżką.